# Pilota gaèlica

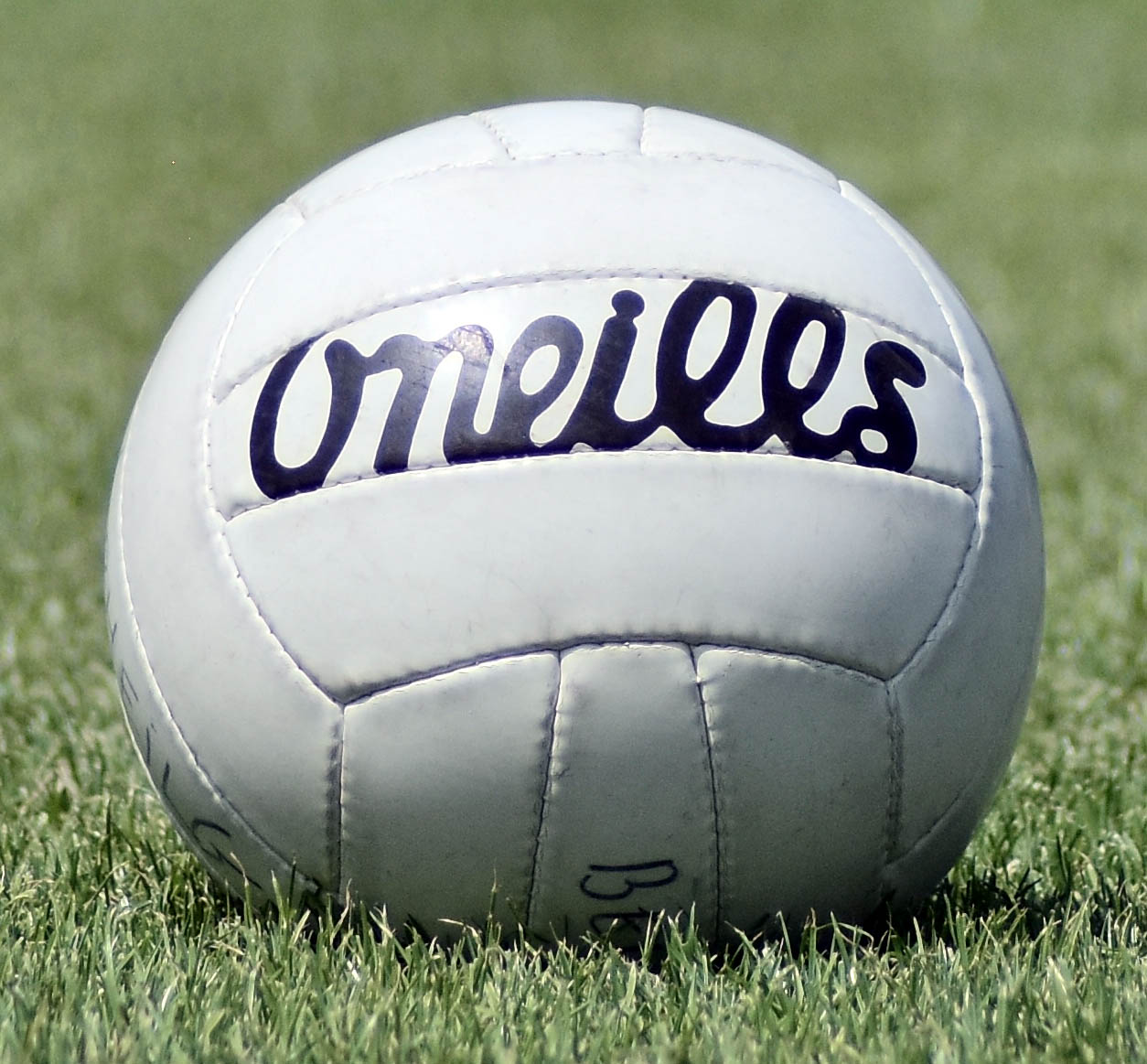
Pilota del fabricant O'Neills

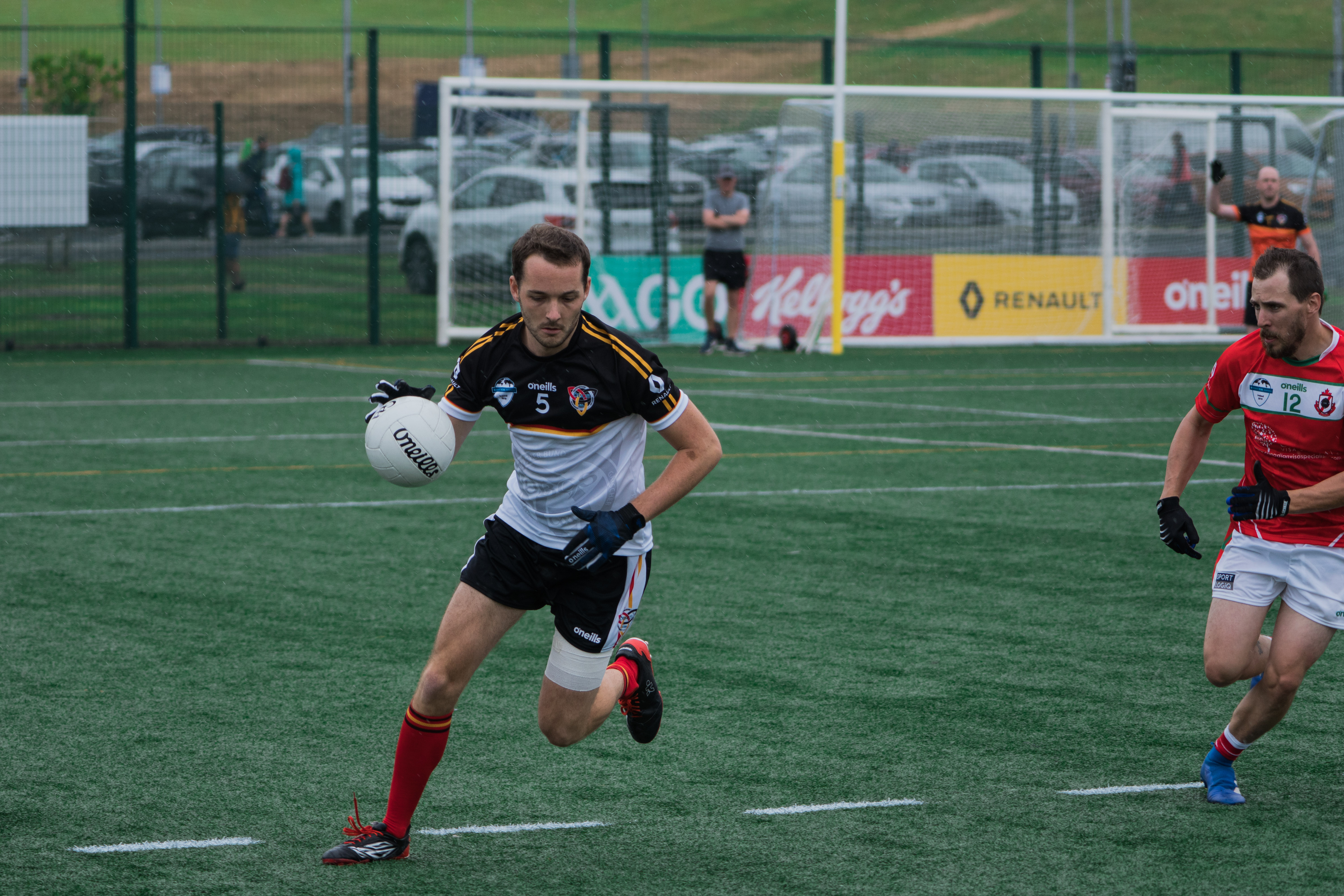
Exemple d'ús de la pilota en un partit.

Una pilota de futbol o gaèlica (Irlandès: Iiathróid peile) és una esfera de cuir (o recentment de derivats plàstics) utilitzada en els esports del futbol gaèlic. És important destacar que les versions de l'esport masculina i femenina es consideren encara avui dos esports separats: tenen dimensions diferents, anomenades per la seva grandària en polzades (5' pels homes i 4' per les dones).

## Història
Les primeres regles no definien amb precisió el futbol, i la pilota utilitzada era la mateixa que la que s'utilitzava en el futbol associatiu (soccer). La venda de pilotes específiques data del 1886, a Dublin.